# الکساندر کوپاچ
الکساندر کوپاچ (انگلیسی: Alexander Kopacz؛ زادهٔ ۲۶ ژانویهٔ ۱۹۹۰) ورزشکار بابسلد اهل کانادا است.
وی در مسابقات کشوری و بین‌المللی در مجموع برندهٔ ۱ مدال طلا شده‌است.